# مارثا لونغ
مارثا لونغ (بالإنجليزية: Martha Long)‏ هي مؤلفة أيرلندية، ولدت في 1950 في دبلن في جمهورية أيرلندا.